# Ehrenplakette des Kampfgeschwaders 257

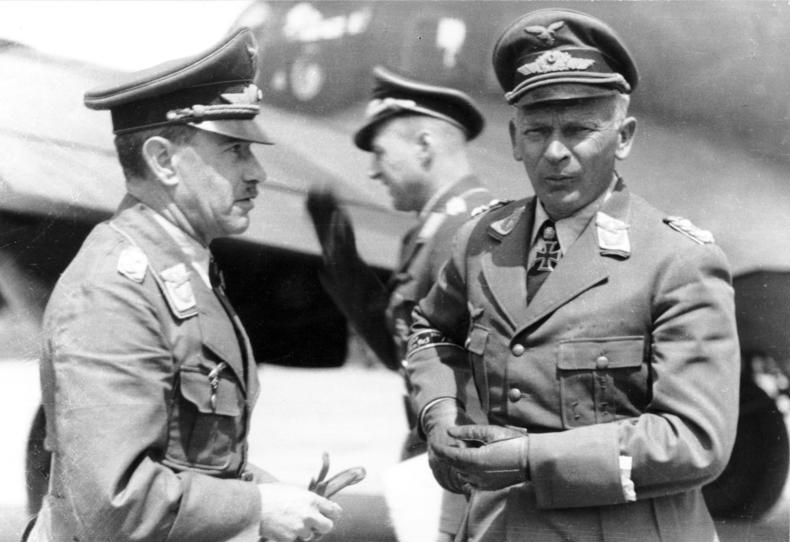
Wolfram Freiherr von Richthofen (rechts) gilt als Stifter der Ehrenplakette. Links neben ihm Alexander Löhr.

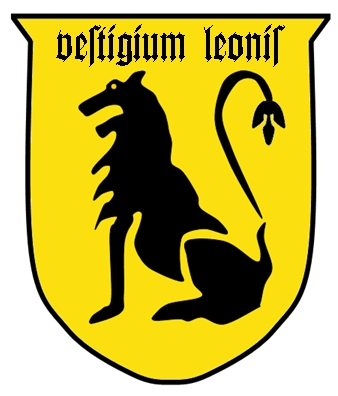
Der Wappenschild des Kampfgeschwaders 257 entsprach weitestgehend auch der Ehrenplakette

Die Ehrenplakette des Kampfgeschwaders 257 war eine nichttragbare Auszeichnung der deutschen Luftwaffe während des Zweiten Weltkrieges, die vom Oberst Wolfram Freiherr von Richthofen, in seiner Eigenschaft als Geschwaderkommodore, dessen Funktion er von 1. April 1938 bis 1. Oktober 1938 innehatte, für die Angehörigen des Kampfgeschwaders 257 gestiftet wurde. Noch vor Ausbruch des Krieges, wurde das Geschwader in Kampfgeschwader 26 umbenannt. Unter den Ausgezeichneten befand sich auch von Richthofen selber, der die Plakette anlässlich seines Ausscheidens aus dem Geschwader von seinem Nachfolger, dem späteren General der Flieger Hans Siburg überreicht bekam.
Die in Bronze gefertigte hochrechteckige Ehrenplakette ist 105 mm hoch, 75 mm breit, besitzt einen erhöht geprägten Rand und wird beinahe gänzlich vom Geschwaderwappen ausgefüllt, einen links blickenden sitzenden Löwen mit der darüber stehenden Inschrift: VESTIGIUM LEONIS (Die Spur des Löwen). Nicht zuletzt dadurch erhielt das Kampfgeschwader 257 auch seinen Beinamen Löwengeschwader. Unter dem Geschwaderwappen ist die Inschrift: Kampfgeschwader 257 zu lesen, unter dessen Zeile wiederum der Name des Beliehenen sowie seine Daten zur Zugehörigkeit zum Geschwader eingraviert wurden.